# Ishii Kan
Ishii Kan (jap. 石井 歓; * 30. März 1921 in Tokio; † 24. November 2009 in Yokohama) war ein japanischer Komponist.
Der Sohn des Tänzers Ishii Baku spielte Klavier in der Tanztruppe seines Vaters. Er studierte von 1939 bis 1943 an der Musikhochschule Musashino und war Schüler von Ikenouchi Tomojiro. Nach seiner Ausbildung in Japan war er von 1952 bis 1954 Schüler von Carl Orff in München.
Bis 1956 unterrichtete er an der Tōhō-Gakuen-Musikhochschule. Ab 1958 vervollkommnete er seine Ausbildung bei Boris Blacher und Josef Rufer. Von 1966 bis 1986 unterrichtete er an der Kunsthochschule von Nagoya.
Er komponierte sechs  Opern und eine Operette, drei Ballette, eine sinfonische Dichtung, kammermusikalische Werke, Chormusik und Sologesänge sowie Filmmusiken. Auch sein Bruder Ishii Maki wurde als Komponist bekannt.